# ショーマット半島
ショーマット半島(Shawmut Peninsula)とは、マサチューセッツ州ボストン市が建設された半島である。かつては本土と狭い地峡（ボストン・ネックと呼ばれた）でつながっていただけで、その面積は3.19km2であった。19世紀の埋立て事業により面積が倍以上になった。

## 地理、本来の地形
マサチューセッツの大部分の地形と同様、その半島は氷河時代末期に氷河の侵食により形成され、氷河の後退により堆積物が残って作られた。ヨーロッパ人が訪れた時、ショーマット半島は森林で覆われていた。半島の入植前の地形は3つの丘があった。コップスヒル（現在のノースエンド）、フォートヒル（現在のフィナンシャル・ディストリクト）、トリマウンテン（現ビーコンヒル地区）である。3つの丘の中でもっとも小さいトリマウンテンは険しい傾斜の、三つの頂上からなる。その名は次第に縮められトリマウントと呼ばれるようになった。南にはボストンネックと名付けられた狭い地峡があった。

## イギリスの植民
半島の名はアルゴンキン（先住の部族）の言語の、Mashauwomukという言葉に由来するが、この言葉の意味はよくわかっていない。この半島をさす名称として「ショーマット」が現れた最初の記録は1630年、開拓者ウィリアム・ブラックストン(1595 - 1675)による、ジョン・ウィンスロップへ宛てた、現在のチャールズタウンからその半島へウィンスロップの植民地を移転させるようすすめたものである。ショーマット半島は北部の現ビーコンヒルで「素晴らしい春」を享受している一方、チャールズタウン半島はきれいな水の資源に欠けていた。

## 埋立て事業
これらの埋立て計画は1820年にはじまり、1900年にボストンのネイバーフッド（サウスエンド、バックベイ、フェンウェイ・ケンモア）が形成されるまで断続的に続いた。バックベイフェンズというきれいな水のある半島の後半部の地域の中の都市内の自然は、ショーマット半島を囲んでいた塩沼の名残である。
埋立てには三つの丘の土が使われた。現在残っているのはビーコンヒルで、高さは元の半分になっている。
この計画により当時そこに存在していた湿地の生態系が失われた（現在の環境法ではこれは不可能である）。しかしこれは共同体へ二つの大きな恩恵をもたらした。ひとつは悪臭のする、下水で汚染された干潟をなくしたことである。もうひとつはニューイングランドで最も価値のある不動産のいくつかを作り出したことである。

## 地形の変遷

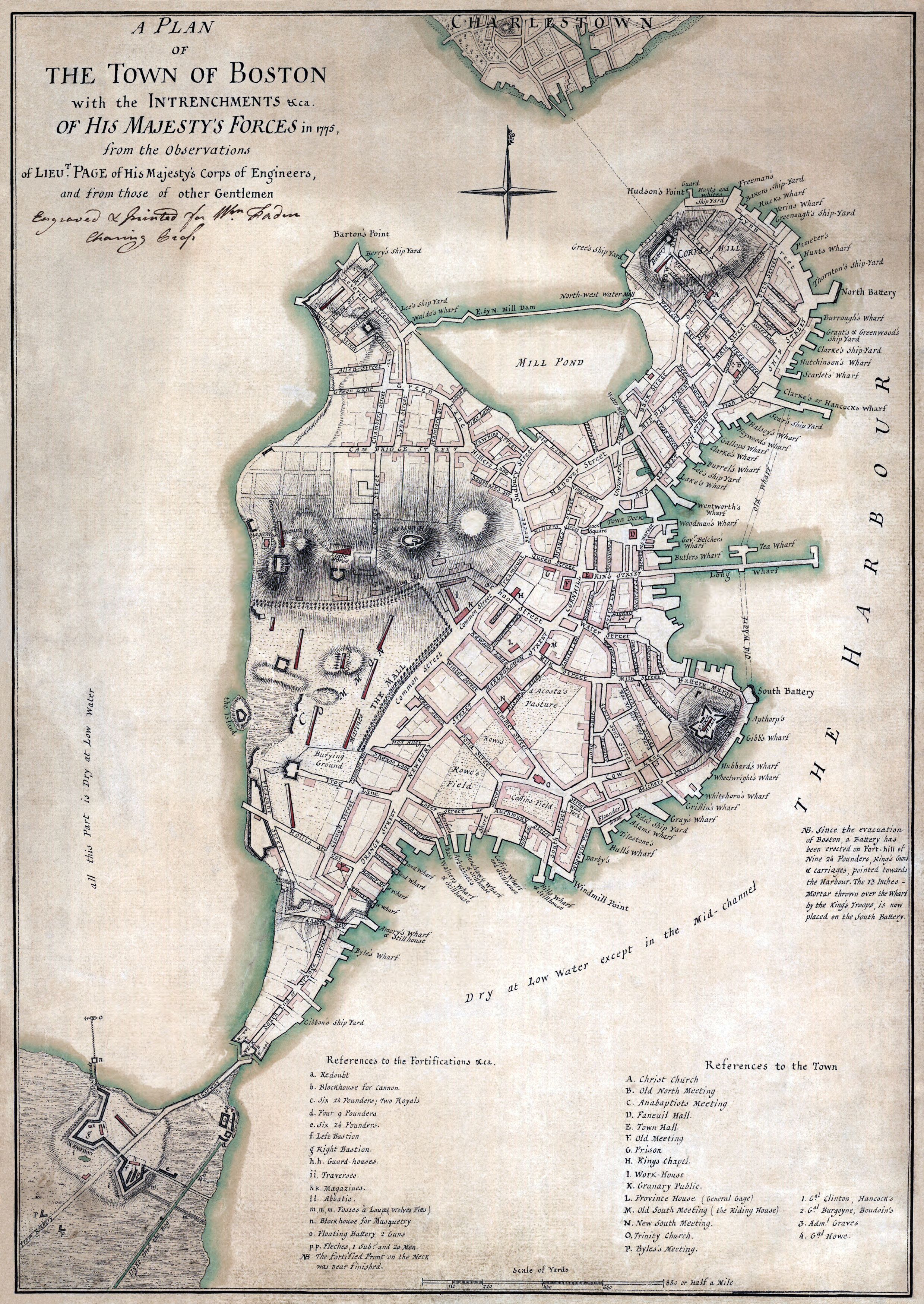
1775年頃。ショーマット半島と本土は狭い地峡でつながっている。
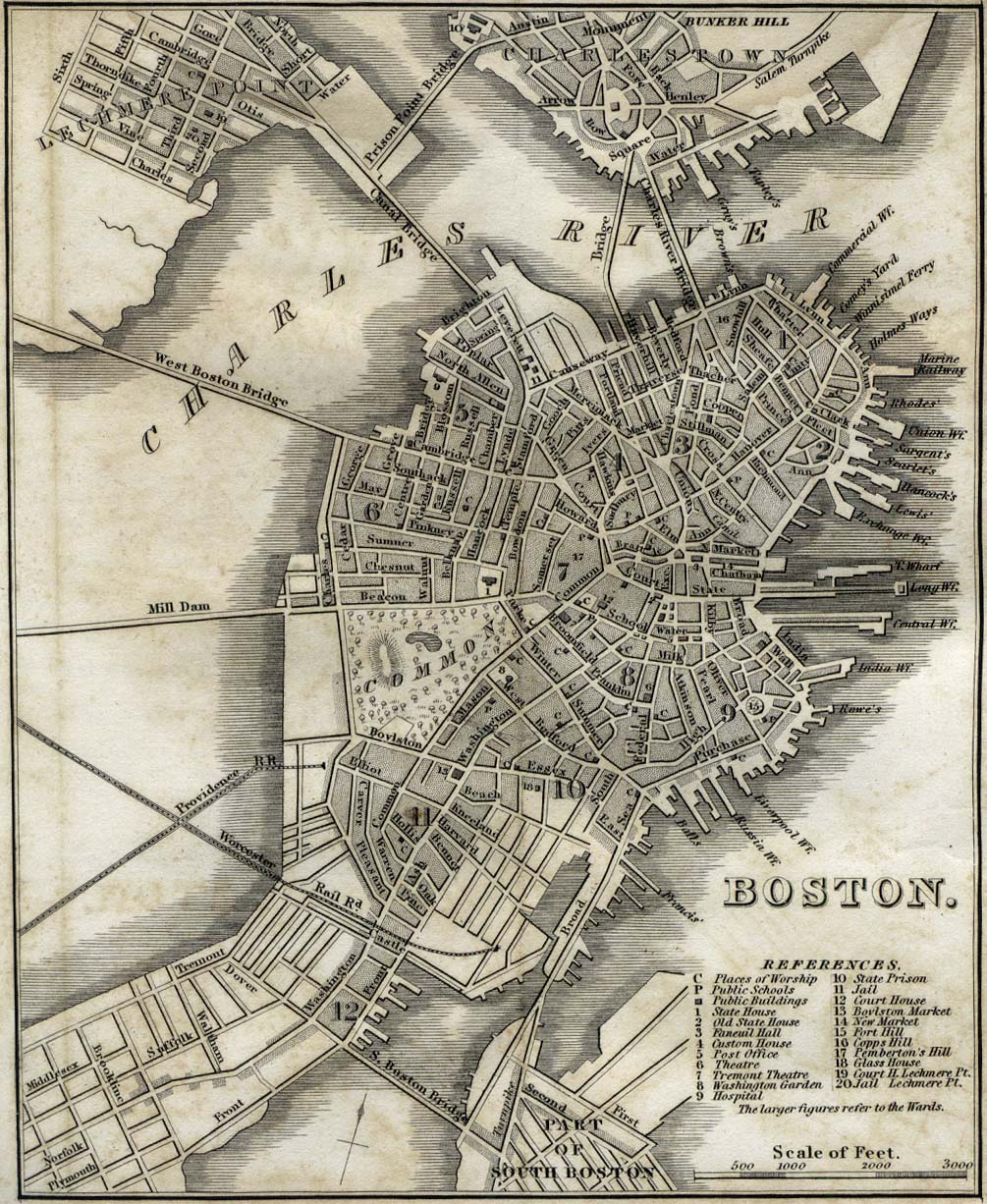
1842年、チャールズ川の埋立て前。
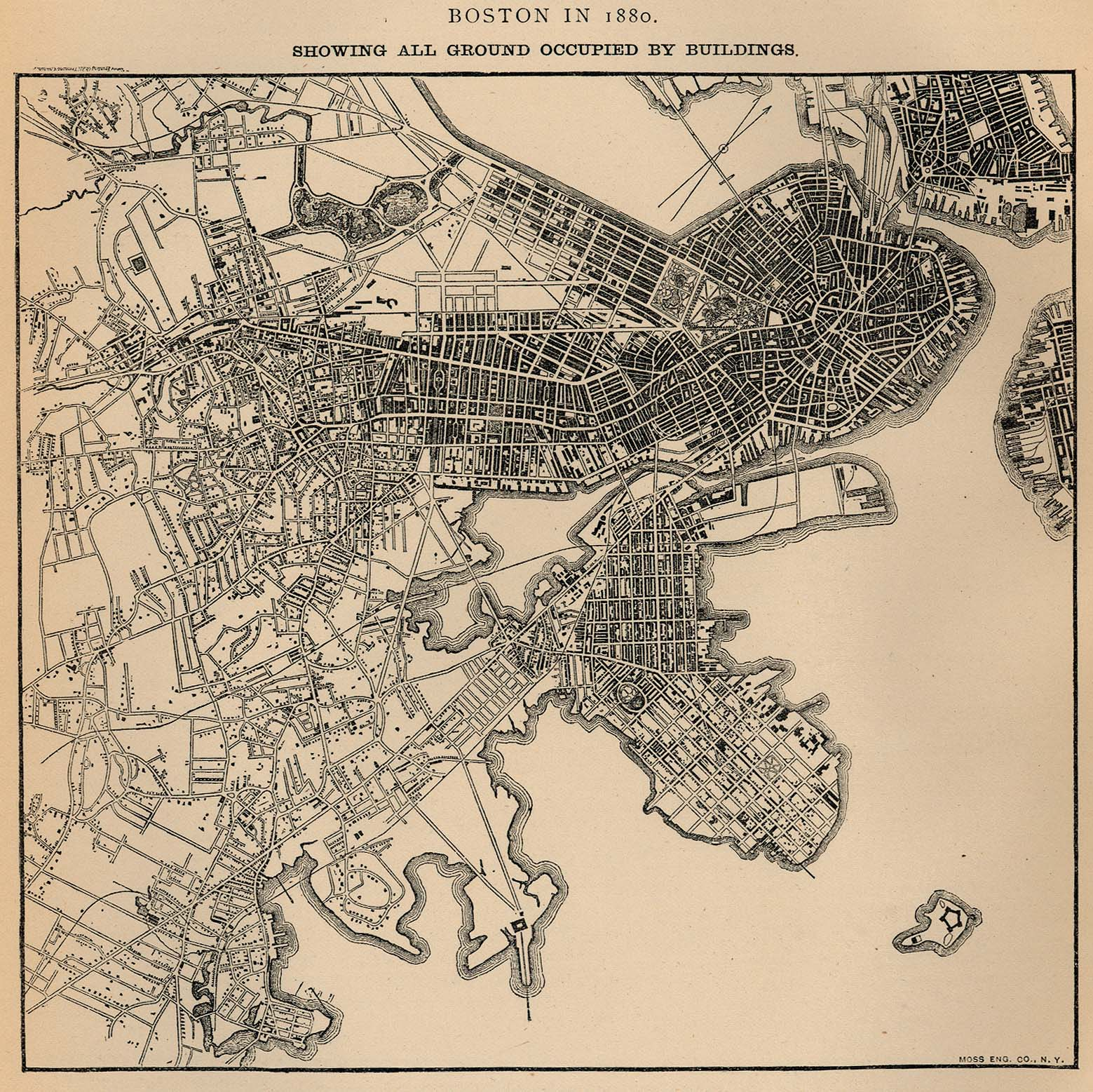
1880年、大規模な埋立ての後。